# Monteithia anomala
Monteithia anomala är en insektsart som beskrevs av Evans 1968. Monteithia anomala ingår i släktet Monteithia och familjen dvärgstritar. Inga underarter finns listade i Catalogue of Life.